# 汉沽区
汉沽区是原中华人民共和国天津市下辖的一个市辖区，位于天津东部滨海地区。2009年11月9日，汉沽区和塘沽区、大港区合并成为新的市辖区滨海新区。

## 历史
1949年3月，冀东行政区设县级汉沽特别区，以境内汉沽庄为名；1949年10月改为县级汉沽镇，隶属于天津专区；1951年1月4日至7月5日期间，划归宁河县管辖，后恢复原状。1954年改为县级汉沽市，1958年划归天津市管辖并改为汉沽区，次年宁河县并入；1960年改属唐山市，复为汉沽市；1961年改属唐山专区，宁河县析出；1962年划回天津市管辖，复设汉沽区。2009年11月9日，和塘沽区、大港区合并为滨海新区。

## 行政区划
汉沽区原辖5个街道和4个镇：
- 街道：汉沽街道、寨上街道、河西街道、天化街道、盐场街道。
- 镇：营城镇、茶淀镇、大田镇、杨家泊镇。

现行政区划为三街一镇，即 汉沽街、寨上街、茶淀街和杨家泊镇

## 文化
1997年汉沽被文化部命名为“中国版画刻字艺术之乡”
“汉沽飞镲”在《关于公布第二批国家级非物质文化遗产名录和第一批国家级非物质文化遗产扩展项目名录的通知》中列传统民间音乐项——锣鼓艺术类首位。
自古汉沽地区渔民信仰海娘娘（妈祖）文化，在海下渔村有多处娘娘庙遗迹。

## 农业
汉沽的葡萄在京津一代比较有名，目前汉沽已有葡萄酒厂数家。

## 旅游
- 汉沽国际版画藏书票收藏馆，1997年汉沽被文化部命名为“中国版画刻字艺术之乡”，汉沽国际版画藏书票收藏馆于2006年起开放，是国内最大的版画、藏书票收藏馆。
- 航母公园,基辅号航母停泊于此，供展出。
- 滨海鲤鱼门，为中式仿古建筑，主要特色为海鲜品尝。
- 河西公园，位于蓟运河河西。
- 寨上公园，位于汉沽牌坊街。